# Fojbe (córka Leukipposa)
Fojbe (także Febe; gr. Φοίβη Phoíbē, łac. Phoebe ‘Jaśniejąca’) – w mitologii greckiej królewna meseńska.
Uchodziła za córkę Leukipposa i Filodike. Była kapłanką Ateny.  Wraz z siostrą Hilajrą, znane jako Leukippidy, porwane zostały przez Dioskurów w dniu wesela z Afaretydami. Fojbe, wcześniej zaręczona z Idasem, poślubiła Polideukesa i urodziła Mnesileosa (Mnasinosa).